# Championnat d'Angleterre de football de deuxième division 1912-1913
Navigation
Édition précédente Édition suivante
La saison 1912-1913 est la vingt-et-unième saison du championnat d'Angleterre de football de deuxième division. Les deux premiers du championnat obtiennent une place en première division, les trois derniers sont relégués uniquement s'ils n'obtiennent pas assez de voix dans la procédure de réélection.
Preston North End remporte la compétition et se voit promu en première division accompagné du vice-champion, Burnley FC. Parmi les trois derniers, tous les clubs obtiennent assez de voix pour rester en deuxième division. Le meilleur buteur est Bert Freeman avec 31 buts pour Burnley FC et devient le premier joueur à être meilleur buteur de deuxième division deux fois d'affilée.

## Compétition
La victoire est à deux points, un match nul vaut un point.

### Classement
| Rang | Équipe                  | Pts | J  | G  | N  | P  | Bp | Bc | Diff |
| ---- | ----------------------- | --- | -- | -- | -- | -- | -- | -- | ---- |
| 1    | Preston North End R     | 53  | 38 | 19 | 15 | 4  | 56 | 33 | +23  |
| 2    | Burnley FC              | 50  | 38 | 21 | 8  | 9  | 88 | 53 | +35  |
| 3    | Birmingham              | 46  | 38 | 18 | 10 | 10 | 59 | 44 | +15  |
| 4    | Barnsley FC             | 45  | 38 | 19 | 7  | 12 | 57 | 47 | +10  |
| 5    | Huddersfield Town       | 43  | 38 | 17 | 9  | 12 | 66 | 40 | +26  |
| 6    | Leeds City              | 40  | 38 | 15 | 10 | 13 | 70 | 64 | +6   |
| 7    | Grimsby Town            | 40  | 38 | 15 | 10 | 13 | 51 | 50 | +1   |
| 8    | Lincoln City P          | 40  | 38 | 15 | 10 | 13 | 50 | 52 | -2   |
| 9    | Fulham                  | 39  | 38 | 17 | 5  | 16 | 65 | 55 | +10  |
| 10   | Wolverhampton Wanderers | 38  | 38 | 14 | 10 | 14 | 56 | 54 | +2   |
| 11   | Bury FC R               | 38  | 38 | 15 | 8  | 15 | 53 | 57 | -4   |
| 12   | Hull City               | 36  | 38 | 15 | 6  | 17 | 60 | 56 | +4   |
| 13   | Bradford Park Avenue    | 36  | 38 | 14 | 8  | 16 | 60 | 60 | 0    |
| 14   | Clapton Orient          | 34  | 38 | 10 | 14 | 14 | 34 | 47 | -13  |
| 15   | Leicester Fosse         | 33  | 38 | 13 | 7  | 18 | 50 | 65 | -15  |
| 16   | Bristol City            | 33  | 38 | 9  | 15 | 14 | 46 | 72 | -26  |
| 17   | Nottingham Forest       | 32  | 38 | 12 | 8  | 18 | 58 | 59 | -1   |
| 18   | Glossop FC              | 32  | 38 | 12 | 8  | 18 | 49 | 68 | -19  |
| 19   | Stockport County        | 26  | 38 | 8  | 10 | 20 | 56 | 78 | -22  |
| 20   | Blackpool FC            | 34  | 38 | 9  | 8  | 21 | 39 | 69 | -30  |

|  | Vainqueur de la deuxième division et promotion en First Division |
|  | Promotion en First Division                                      |
|  | Réélection                                                       |
|  | Relégué                                                          |

- Parmi les trois derniers, aucun ne sera relégué.